# HD24141
HD24141 — хімічно пекулярна зоря спектрального класу A4, що має видиму зоряну величину в смузі V приблизно  5,8.
Вона  розташована на відстані близько 170,4 світлових років від Сонця.

## Фізичні характеристики
Зоря HD24141 обертається 
досить швидко 
навколо своєї осі. Проєкція її екваторіальної швидкості на промінь зору становить  Vsin(i)= 63км/сек.